# 十味敗毒湯
十味敗毒湯（じゅうみはいどくとう）は、漢方方剤の一種。出典は『瘍科方筌』（ようかほうせん）。江戸時代の医学者、華岡青洲によって創られた。医療用医薬品と一般用医薬品（OTC）がある。

## 概要
化膿性疾患、湿疹等に用いられる。

## 効果・効能
体力中等度なものの皮膚疾患で、発赤があり、ときに化膿するものの次の諸症：
化膿性皮膚疾患・急性皮膚疾患の初期、蕁麻疹、急性湿疹、水虫

## 組成
柴胡（さいこ）、桔梗（ききょう）、川芎（せんきゅう）、茯苓（ぶくりょう）、連翹（れんぎょう）、桜皮（おうひ）、防風（ぼうふう）、独活（ドクカツ）、甘草（かんぞう）、荊芥（けいがい）、生姜（しょうきょう）

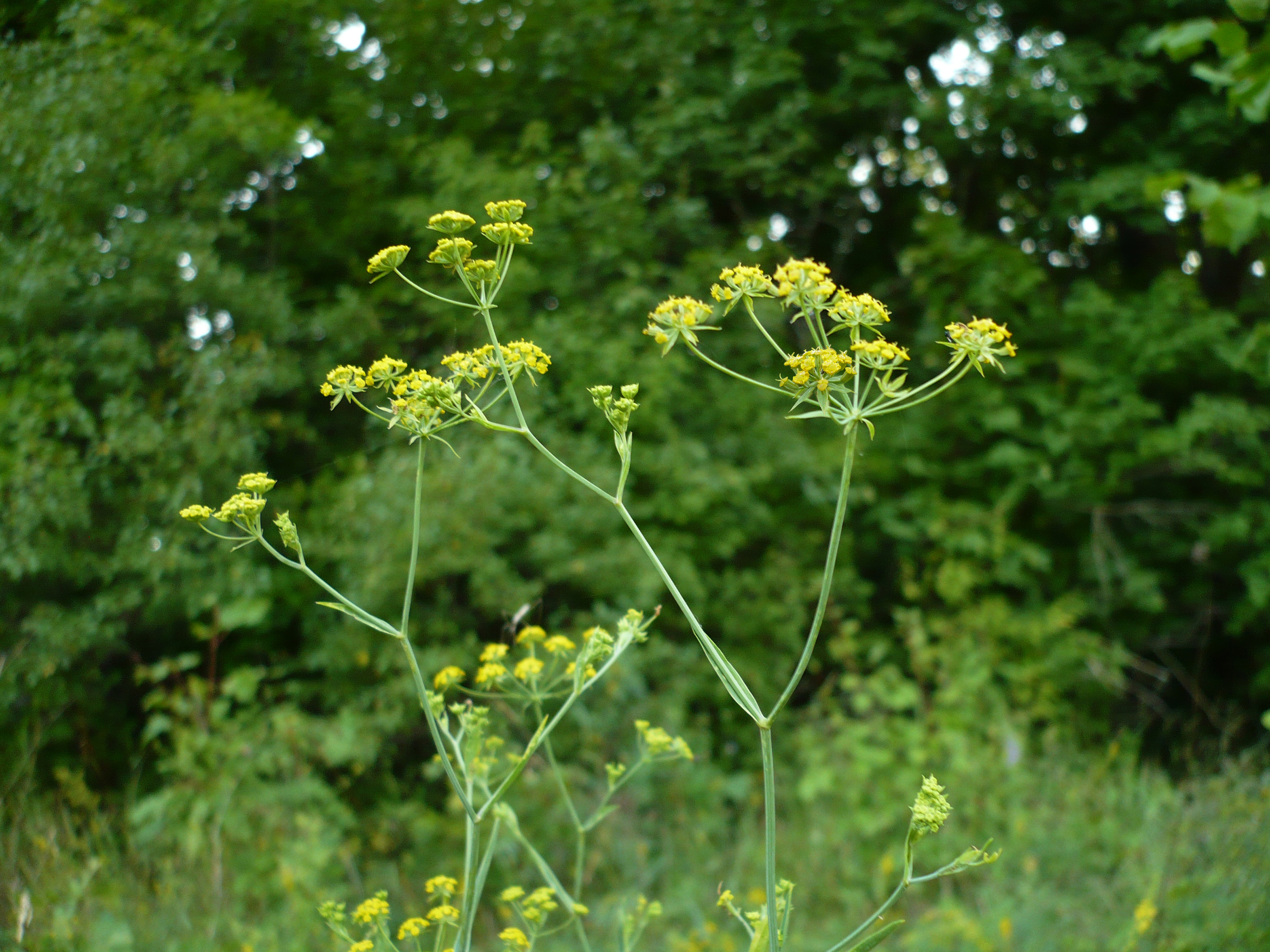
柴胡
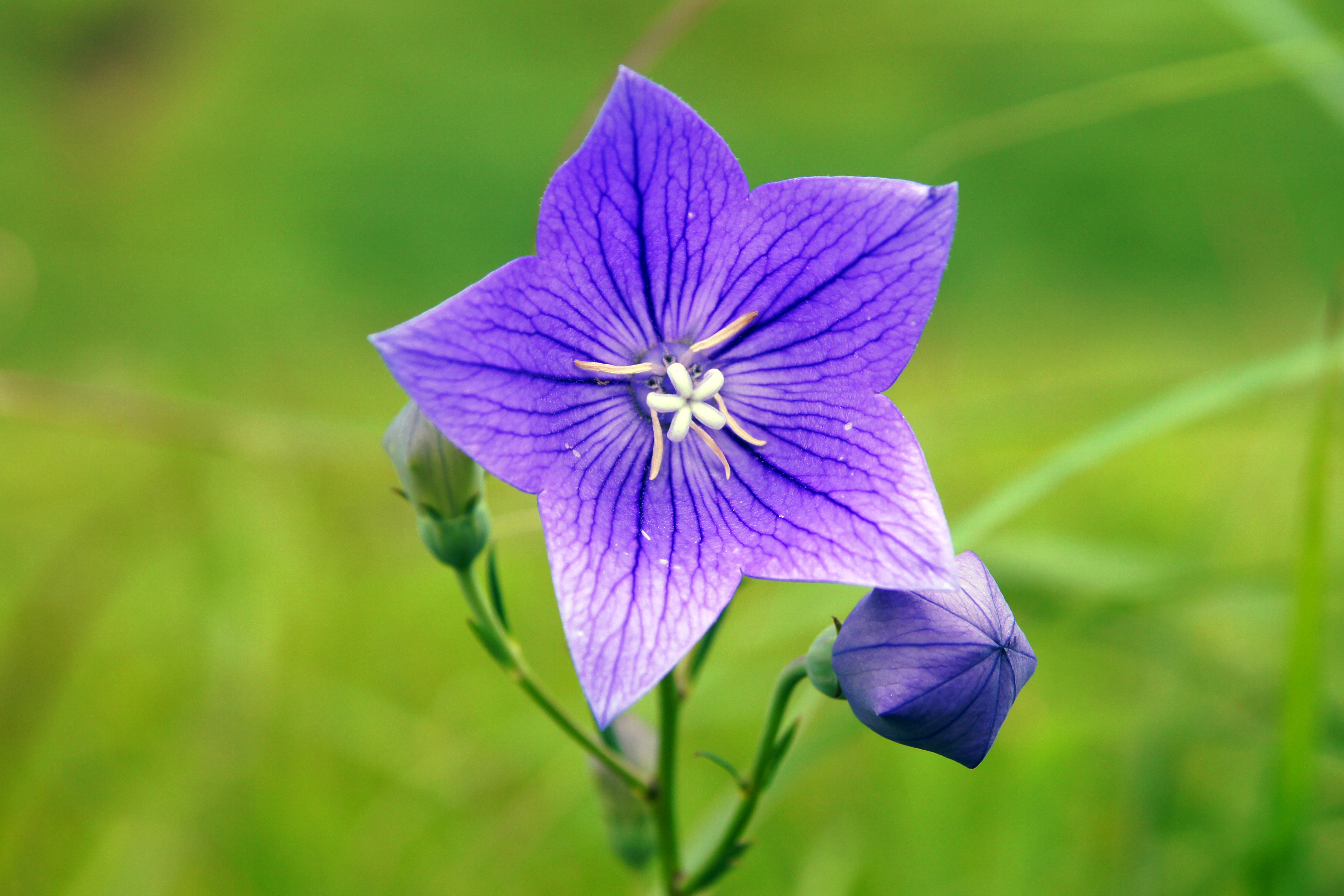
桔梗
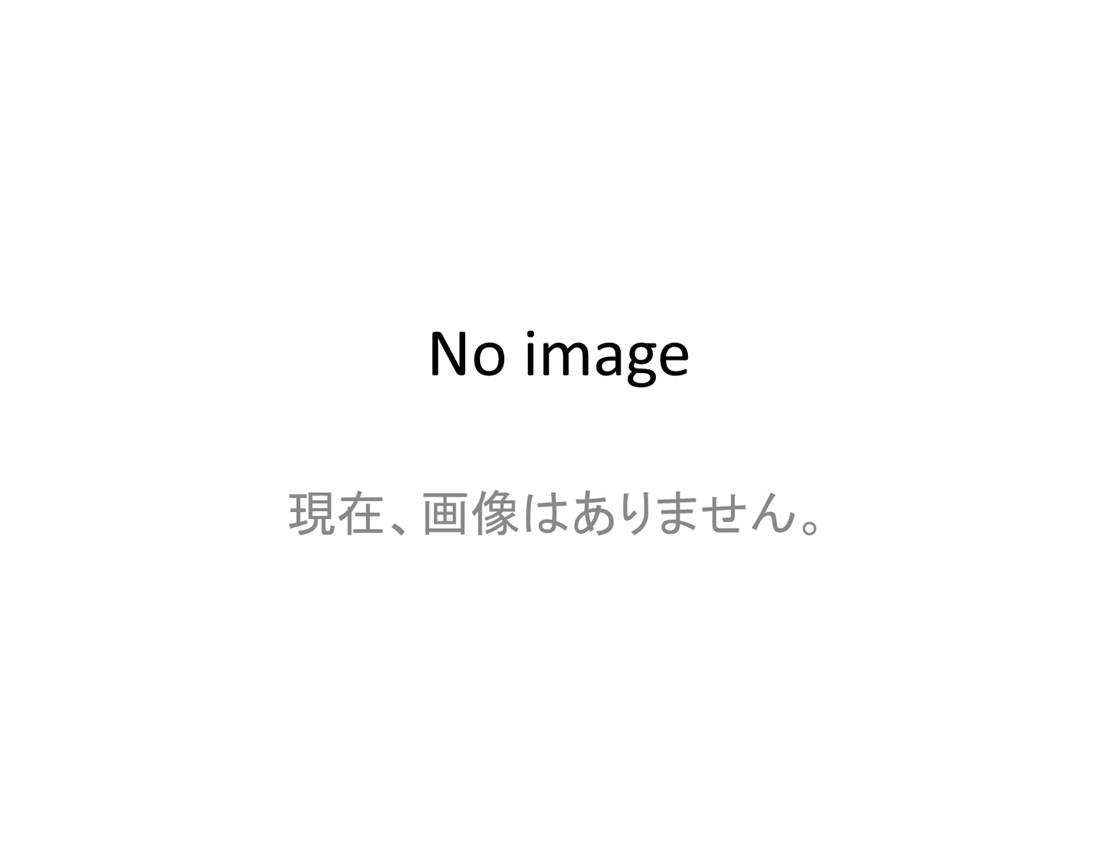
川芎
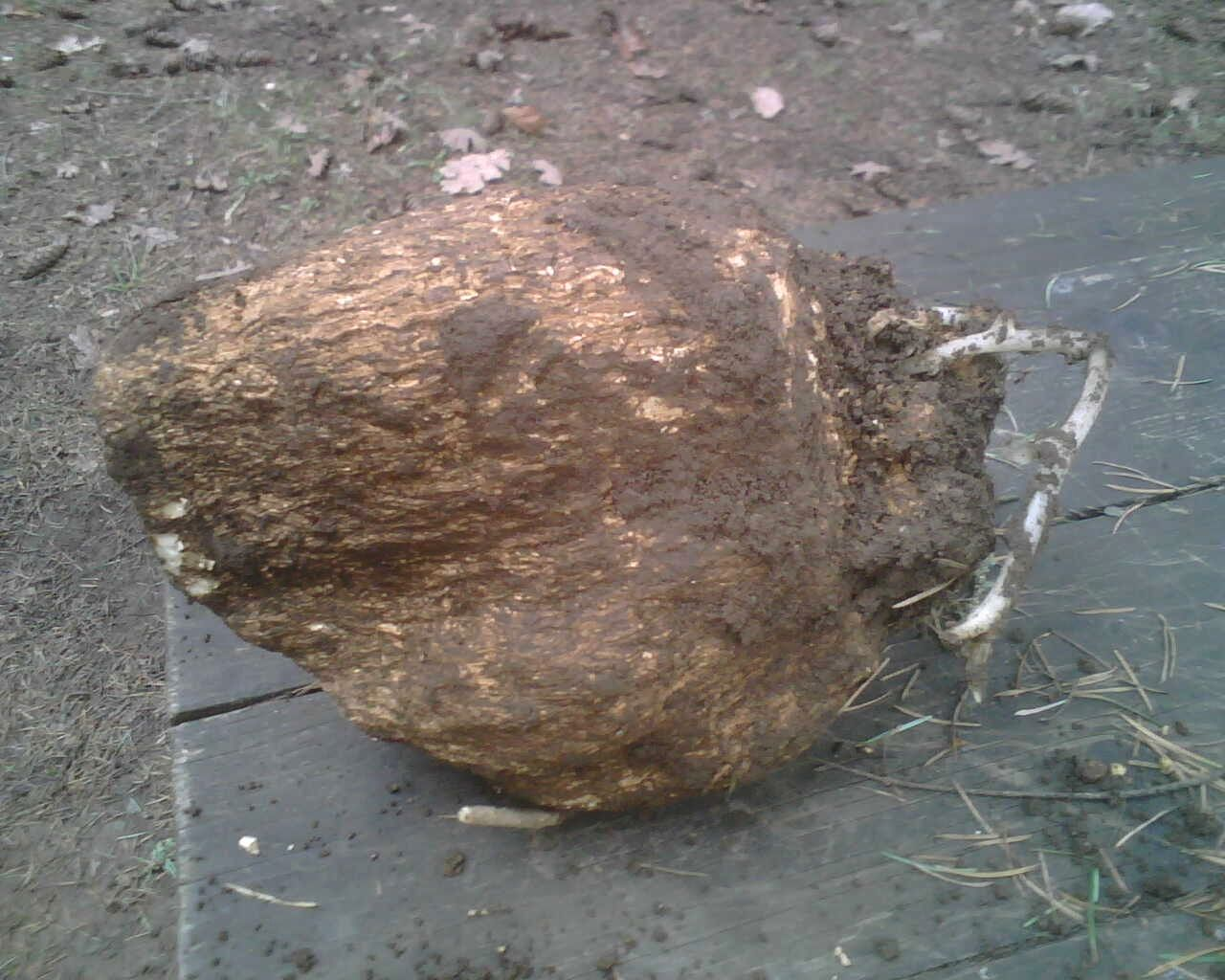
茯苓
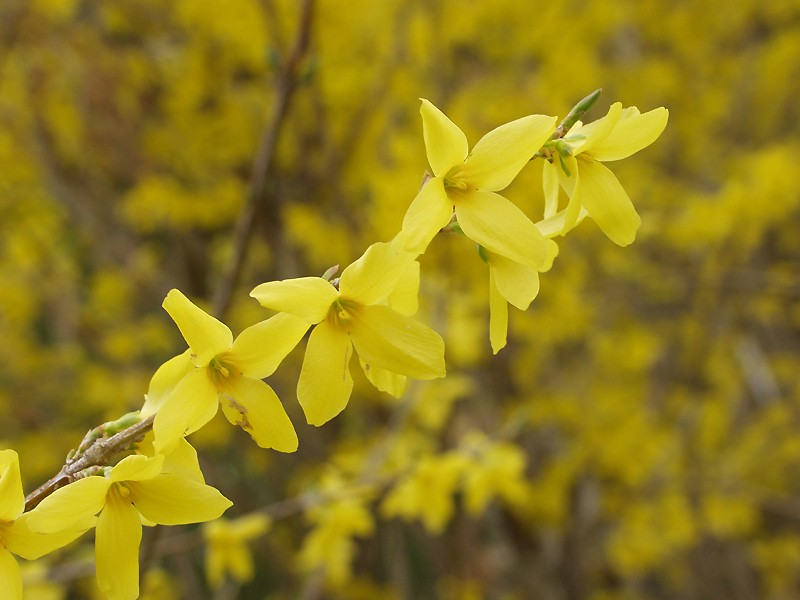
連翹
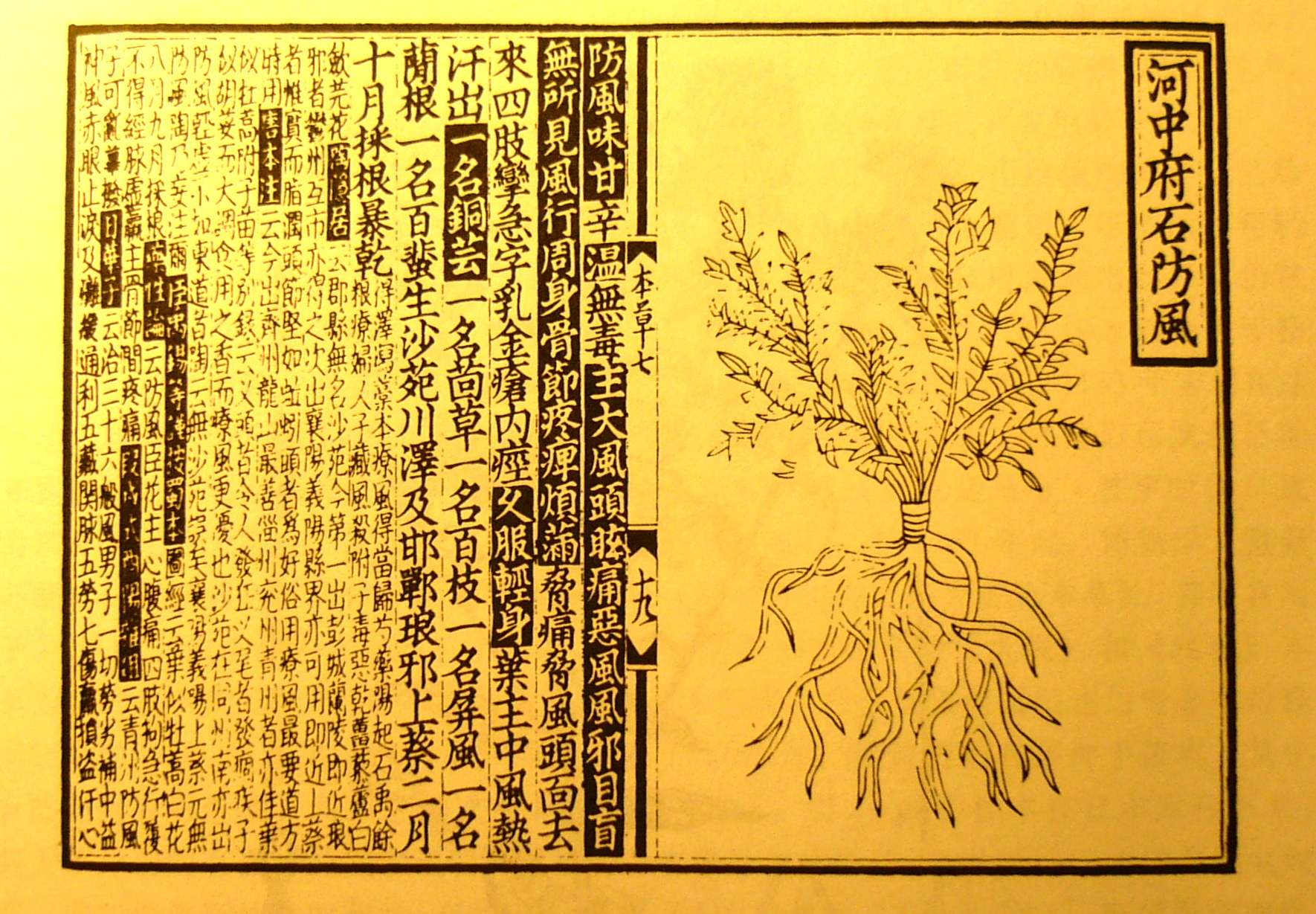
ボウフウ
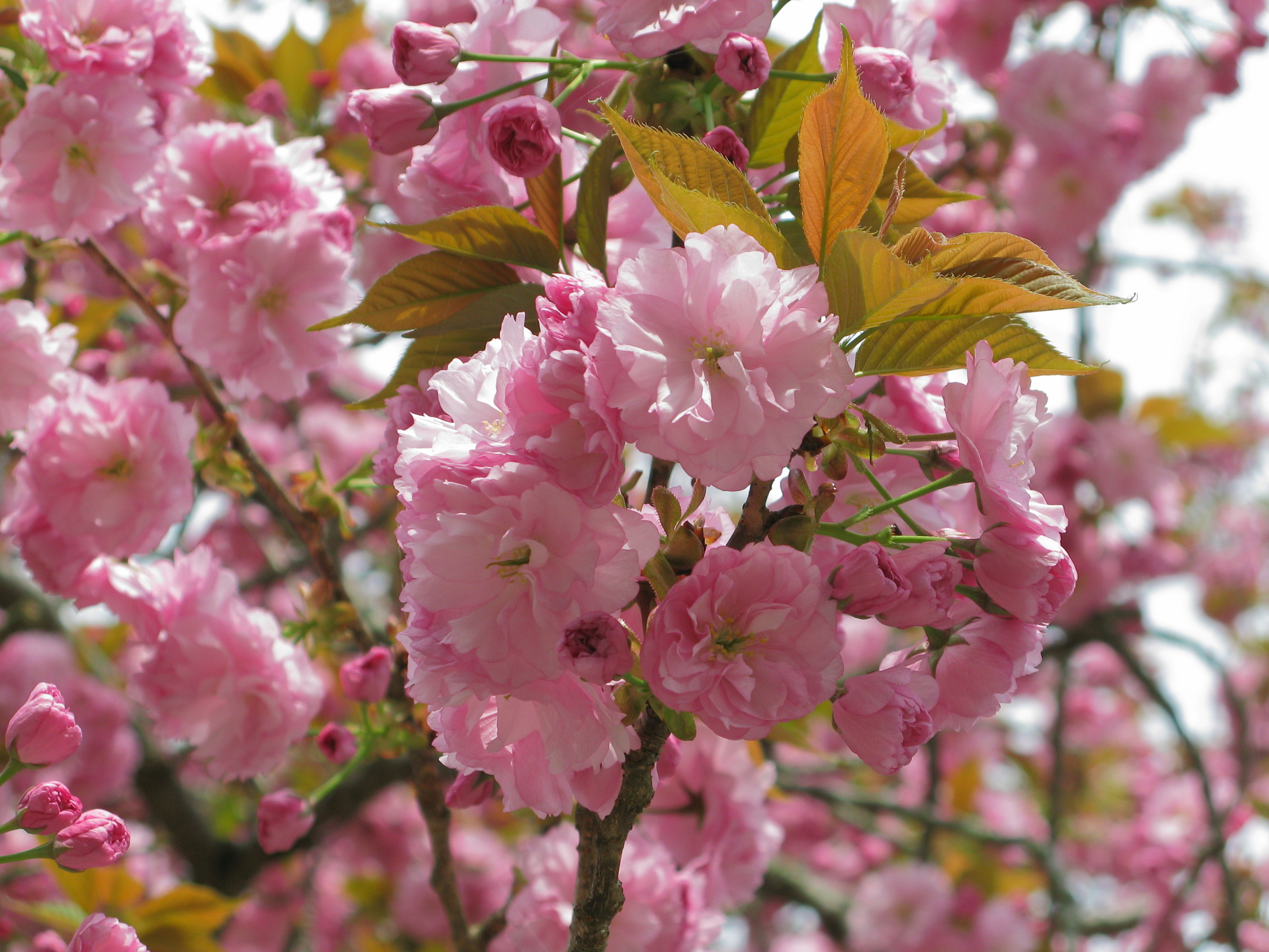
桜皮
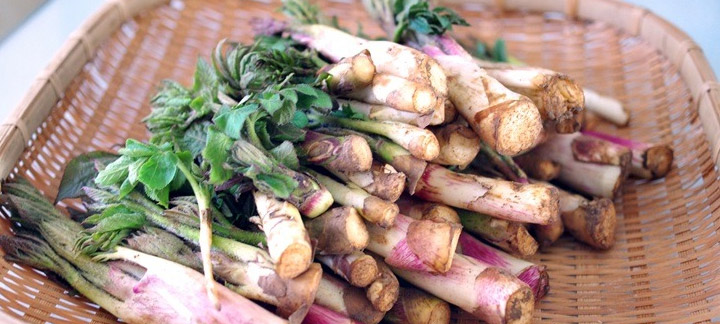
独活
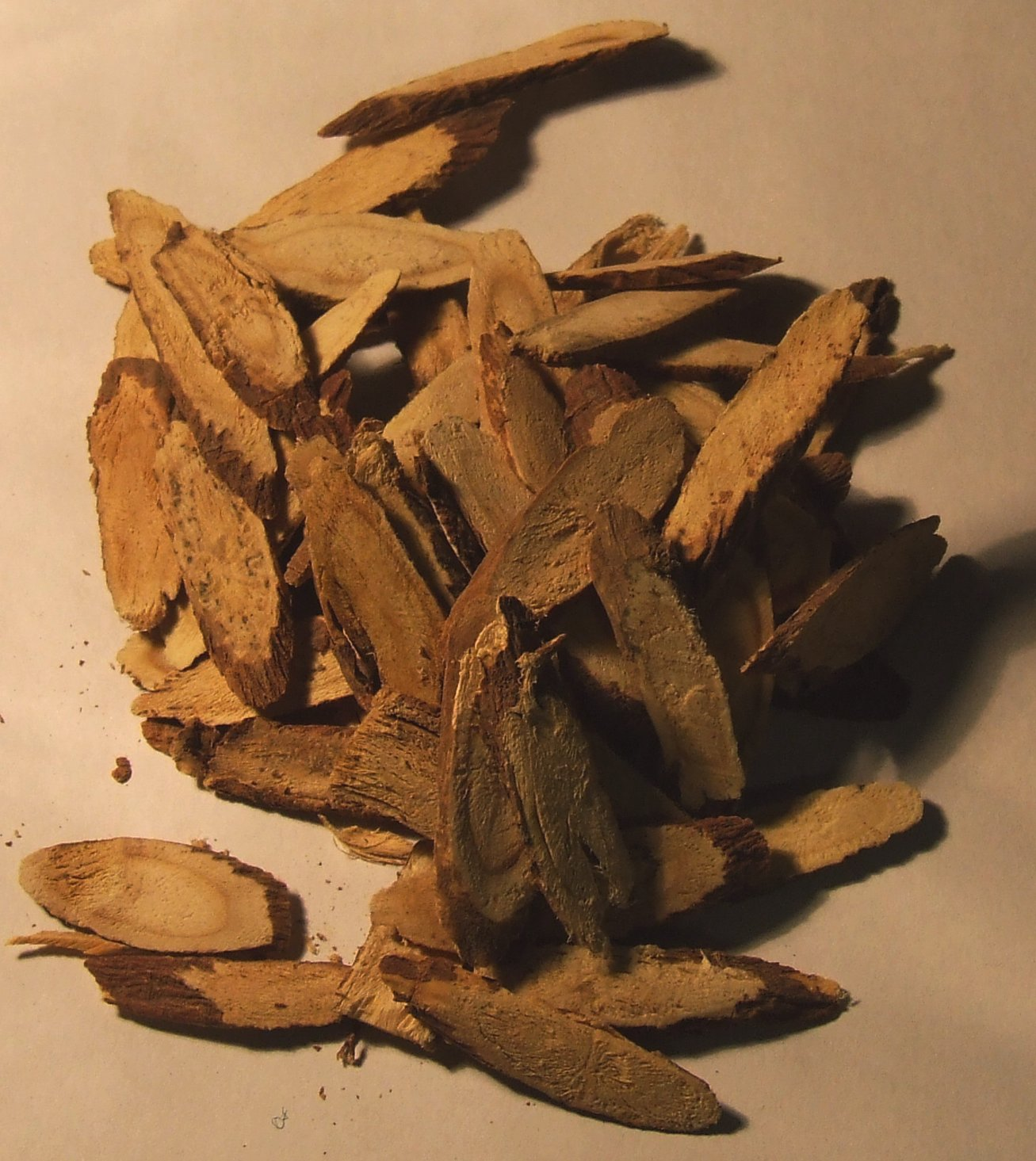
甘草
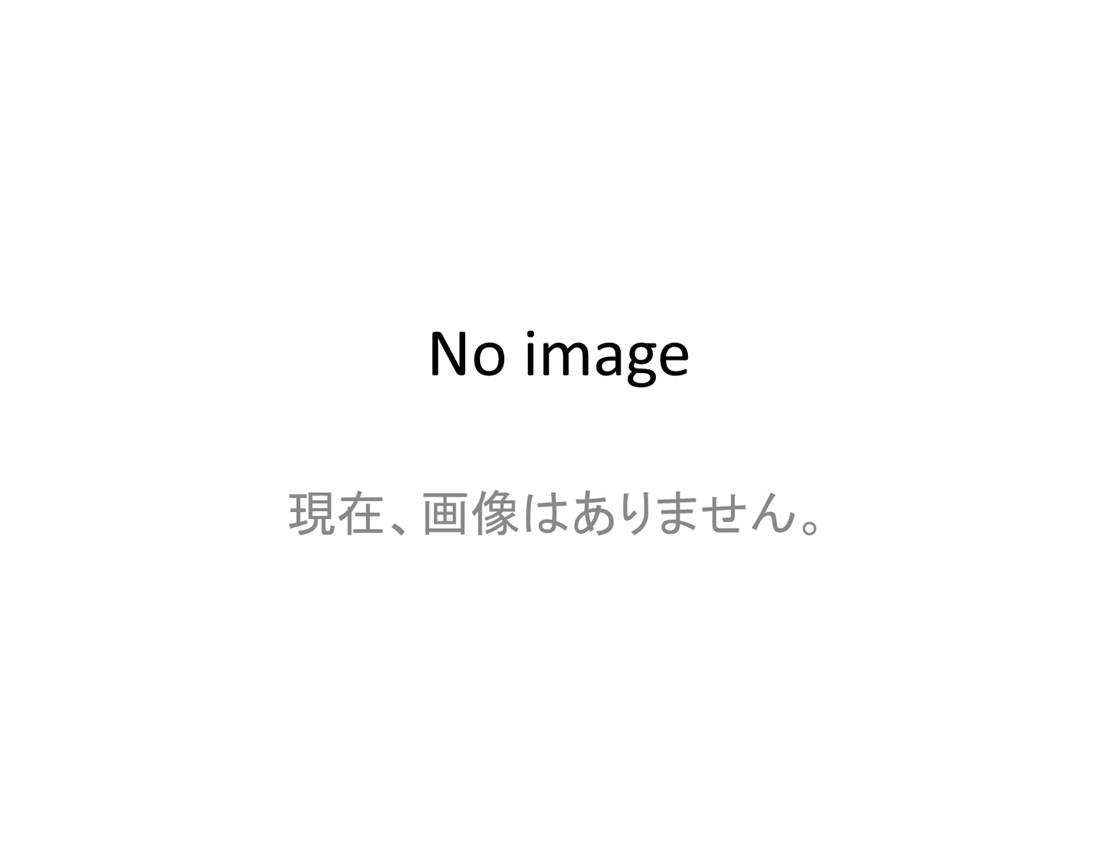
荊芥
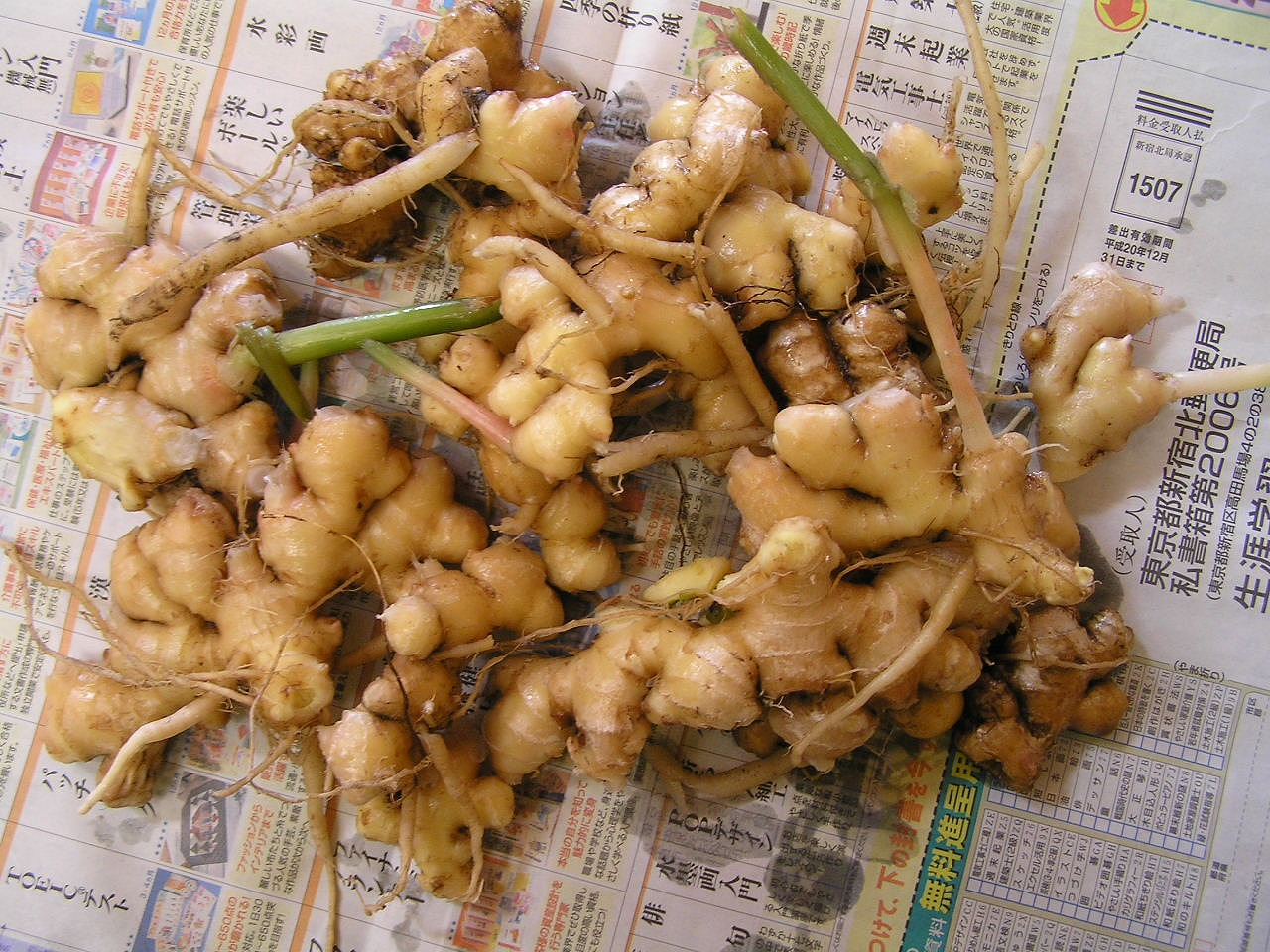
生姜

## 副作用

### 重大な副作用
偽アルドステロン症、ミオパシー